# La Flamme merveilleuse
La Flamme merveilleuse és un curtmetratge mut francès del 1903 dirigit per Georges Méliès. Va ser venut per la Star Film Company de Méliès i té el número 472 als seus catàlegs.

## Argument
Un mag entra davant d'un elaborat teló de fons en perspectiva forçada, i comença a fer trucs amb un mocador que s'expandeix màgicament. D'ella surt un criat amb lliurea, que ajuda el mag a muntar cortines i un pedestal. Del pedestal surt una gran flama, que, ventilada, es converteix en una dona. Mentre la criada admira la dona, aquesta desapareix. El mag torna, persegueix el criat, però després ell mateix desapareix mentre s'asseu. La seva cadira comença a rodar per si mateixa abans de la reaparició triomfal del mag. Fa desaparèixer el criat en una bufada de fum i balla alegrement.

## Producció
Méliès interpreta el mag a la pel·lícula, que utilitza escamoteigs, exposició múltiples i fosa per les seves il·lusions. Méliès va reutilitzar el teló de fons a la seva pel·lícula Le Sorcier, feta poc després.